# Fortuna (novela)
Fortuna es una novela de 2022 escrita por Hernán Díaz, publicada por Riverhead Books.     
Ambientada predominantemente en la ciudad de Nueva York y centrándose en el mundo de las finanzas, la novela es una mirada metaficticia a un financiero reservado y su esposa.

## Argumento
Benjamin Rask es un prestigioso financiero estadounidense perteneciente a una familia de financieros. En su mediana edad conoce a la joven Helen, un prodigio que ha pasado la mayor parte de su vida en Europa. Los dos se casan y aunque no están enamorados se respetan mutuamente. Helen comienza a gastar la mayor parte de su dinero en apoyar a artistas musicales. Durante la crisis de Wall Street de 1929, la fortuna de Rask permanece intacta. Numerosos amigos creen que Rask manipuló el mercado. Helen cae en la locura y es enviada a un sanatorio para curarla. Impaciente con su progreso, Benjamin voluntariamente le permite someterse a una forma anterior de terapia de choque, que la mata.
Andrew Bevel, un financiero estadounidense, comienza a escribir su autobiografía centrándose en su familia de financieros. Él atribuye gran parte de su éxito a su matrimonio con Mildred, una mujer de temperamento ecuánime, y describe la manera en las que ella ayudó a hacer su hogar más doméstico. A Mildred finalmente le diagnostican cáncer y muere. Más adelante en el texto, la escritura se degrada con notas editoriales para finalmente regresar y expandir el texto.
Ida Partenza revela que a los 19 años, cuando su padre ya no podía mantenerlos económicamente, se sometió a una serie de entrevistas extrañas que la llevaron a convertirse en la escritora fantasma de Andrew Bevel. Bevel se enfureció con la novela Bonds, escrita por Harold Vanner, que claramente estaba influenciada por su propia vida. Ida está cada vez más intrigada por Mildred, a quien Bevel describe en términos degradantes pero que claramente era una mujer increíblemente inteligente y sofisticada. Antes de terminar el trabajo de las memorias, Bevel muere e Ida se convierte en secretaria y luego en novelista. A sus 70 años, mientras investiga a Mildred, descubre un diario no catalogado que le pertenece a Mildred y lo roba.
Mildred Bevel, internada en un sanatorio, detalla sus últimos días antes de que el cáncer se la lleve. En sus notas, Mildred revela cómo su marido inicialmente le dio una pequeña suma para operar en el mercado de valores, que obtuvo mejores resultados que sus propias acciones. Los dos comenzaron a colaborar con Andrew, quien era quien daba la cara, mientras Mildred tomaba las decisiones. Andrew finalmente se sintió resentido y manipuló el mercado de valores gracias a un comentario casual que hizo Mildred, lo que provocó una ruptura entre los dos.
Debido al cáncer de Mildred, los dos finalmente se reúnen. Mildred siente paz ante la posibilidad de su muerte y nota que Andrew parece más preocupado por sí mismo.

## Escritura y desarrollo
La inspiración inicial de Díaz para la novela fue el deseo de "escribir sobre la riqueza y el capital extremos".  Díaz ve una "cierta continuidad" entre Fortuna y su primera novela A lo lejos. 

## Recepción
Según el agregador de reseñas literarias Book Marks, la novela recibió críticas en su mayoría "muy favorables". 
La novela ganó el Premio Kirkus de Ficción 2022.  La novela fue preseleccionada para el Premio Booker 2022.  Trust fue nombrado uno de los "10 mejores libros de 2022" por The Washington Post  y The New York Times. 
The New Yorker y Esquire incluyeron la novela en sus listas de los mejores libros de 2022.   La novela también se incluyó en una lista de fin de año de libros publicados en 2022 que fueron "amados" por el personal de NPR. 
La novela recibió el Premio Pulitzer de Ficción 2023 con Demon Copperhead de Barbara Kingsolver, esta fue la primera vez que el premio se compartió.

## Adaptación
Kate Winslet protagonizará y producirá una adaptación de serie de televisión limitada de Fortuna.  Según se informa, Todd Haynes dirigirá la serie, lo que la convierte en su segunda colaboración con Winslet y HBO después de Mildred Pierce. 